# のーぷらん。
 のーぷらん。は、日本の女性アイドルグループ。
8人で構成されている。

## 概要
2017年2月9日にS.U.B TOKYOにてライブデビュー。【個性の強いメンバーたち】による個性派アイドルユニットを自認しており、時代にあわせて様々なカタチに変化していけるよう、コンセプトをあえて【ノープラン（無計画）】に設定している。
インタビューでは「運営の方は知りませんが、私たちメンバーは何時も無計画だから今後どうなっていくのか自分たちでもわかんないんです。何時、爆発するかもわかんないです」と回答している。
2018年2月16日より定期公演をスタートしたが開催は不定期。また、主催公演も不定期に開催されている。
結成当初より『超個性派アイドルユニット』として活動していたが、2019年8月1日より『超粗削りアイドルユニット』と呼称を変更するも使用されることはほとんどなく、公式サイトや公式ブログでは『無計画アイドルグループ』と称されている。
ファンの呼称は「のーぷらんなー」。

### 研修生・姉妹グループ
正規メンバー以外のメンバーは研修生・候補生・レッスン生など呼称が複数存在していたが、2020年頃からほぼ研修生で統一されている。
研修生等であっても他の正規メンバーと同様に「のーぷらん。」としてステージ活動を行うことも多いが、2020年～2021年は「のーぷらん。」とは別のユニットで活動する形態をとった。2020年8月より研修生は「のーぷらん。研修生」としてライブ出演し、2020年11月1日よりアイドルユニット「ぽてんしゃる。」として活動を開始。2021年3月25日に研修生ユニットから独立したユニットとして始動したが、2021年5月20日に活動の休止が発表され、2021年5月29日のライブ出演後に活動休止。2021年6月10日に「ぽてんしゃる。」は解散が発表されたが、その後「ぽてんしゃる。」メンバーの多くは「のーぷらん。」へ正規メンバーとして加入している（詳細は「メンバー」を参照）。
その他にも姉妹グループに近い位置付けだったユニット「#rough」が2021年6月～7月に数回ライブを行った後に自然消滅している。

## メンバー
デビュー時のメンバーは結城ひめり、瀬戸栞、おがたゆき、戦慄かなの、村川菜穂、ななせよつばの6人。
社会人やプロスポーツ選手、レースクイーンなどアイドル以外の活動を行っているメンバーも多いため、ライブ等で全員が揃うことは滅多にない。インタビューのためにメンバー7人中6人が揃ったことを“奇跡”と称している。
※ユニット表記は右記の通り　の：のーぷらん。、ぽ：ぽてんしゃる。、研：研修生/候補生/レッスン生/#rough

### のーぷらん。
記載は加入順。
| 名前                          | 誕生日   | 愛称         | イメージカラー  | ユニット | 備考 |
| ----------------------------- | -------- | ------------ | --------------- | -------- | --- |
| おがた ゆき                   | 12月22日 | おがた       | 青              | の       | のーぷらん。二代目リーダー。（2017/8/19～2022/8/19） 初期メンバー。 「SEVEN4」では二代目キャプテンも務める。 元「Bottom-Up!」メンバー。 趣味は料理。特技も料理で、それを活かした「スナックおがた」などのオフ会的なイベントも開催している。 虫と野菜が苦手。 |
| 瀬戸 栞 (せと しおり)         | 10月2日  | しーちゃん   | 赤              | の       | 初期メンバー。 「SEVEN4」メンバーも兼任していた。 本業は清純派ライブアイドルだが、イメージDVDではヌードやバストトップを披露するなど大胆なシーンを連発する過激派グラビアアイドルでもある。 ライブではMCを担当することが多い。 趣味は漫画を読むこと、お笑いを見ること、ラジオを聴くこと。特技はとりあえず脱ぐこと。 |
| 咲桜 百花 (さきざくら ももか) | 3月18日  | もーちゃん   | 桃              | の       | 2017年2月26日加入、2017年3月3日ステージデビュー。グループの活動開始3週間後と早期に加入しているため、ほぼ初期メンバーとして扱われている。 プロダーツ選手。趣味は麻雀。 「イカサマ Dirty Heart」「なんちゃって☆恋愛相談」や白桃瀬のオリジナル曲「恋のシンフォニー」の振付を行っている。 髪はピンクでも加入時の担当カラーは紫だった。2020年2月23日の3周年記念ライブのタイミングで紫から桃色に変更。 ダーツプロとしての活動が忙しいためライブ参加率は低い。 のーぷらん。の『名誉会長』と呼ばれているが文字通り名誉職である。 |
| もぐ ゆうか                   | 7月30日  | もぐちゃん   | 黄              | の       | のーぷらん。三代目リーダー。（2022/8/20～） 2019年6月8日加入、2019年6月10日ステージデビュー。 「SEVEN4」メンバーも兼任。 趣味はダーツ。特技は寿司を握ること、料理。 2020年1月14日に「深夜に発見！ 新shock感 ～一度おためしください～」に瀬戸と共に出演し、『ひよこ口をしながら開脚』を披露した。 |
| 雪城 りんご (ゆきしろ りんご) | 12月4日  | りんごちゃん | 白              | の       | 2020年2月10日加入、2020年2月23日ステージデビュー。 「SEVEN4」メンバーも兼任。 元アリスプロジェクト所属。藤華恋々とは幼なじみ。 趣味は可愛いもの集め、お部屋の掃除、自撮り。特技はツインテール、成田エクスプレスミュージックホーン。 キャッチフレーズは「宇宙一可愛いりんごの国のお姫様」。 |
| こもり わかな                 | 12月15日 | わかにゃん   | 紫              | 研→ぽ→の | 2020年6月1日研修生として加入。2020年8月2日ステージデビュー。 「のーぷらん。研修生」→「ぽてんしゃる。」としての活動後、2021年4月1日に「のーぷらん。」への加入、および「ぽてんしゃる。」との兼任が発表された。2021年5月15日より「のーぷらん。」専任に。 趣味はゲーム。特技は47都道府県を言えること。 |
| 星野 えみ (ほしの えみ)       | 11月23日 | えみち       | 水色            | 研→ぽ→の | 2020年8月18日研修生として加入。2020年8月29日ステージデビュー。 「のーぷらん。研修生」→「ぽてんしゃる。」として活動し、2021年4月16日に「ぽてんしゃる。」二代目リーダーに就任。 「ぽてんしゃる。」解散後はソロにて活動を続け、2021年10月6日に「のーぷらん。」への加入が発表された。 「のーぷらん。」への加入を機に担当カラーがプレモルイエローから水色に変更。 好きなものはビール。歯医者で働いている。 |
| 間宮 華恋 (まみや かれん)     | 10月29日 | れんれん     | 恋(濃い) ピンク | の       | 2017年7月27日加入、2017年8月7日ステージデビュー。 趣味は音楽を聴くこと、ダンスを見ること。特技は踊ること。 雪城りんごとは幼なじみ。 2018年12月29日のライブをもって活動休止。 2019年7月22日のライブより活動を再開。 2020年11月2日、Twitterにて「のーぷらん。」としての活動を辞退することが発表された。 2021年12月4日の雪城りんごの生誕祭にゲスト出演。 2024年8月25日ののーぷらん。1stワンマンライブにて「藤華 恋々」に改名して復帰。 2025年2月10日、「間宮 華恋」に再改名。                                               |

### 卒業メンバー
記載は卒業順。各情報は卒業時のもの。
| 名前                            | 誕生日   | 愛称       | イメージカラー    | ユニット | 備考 |
| ------------------------------- | -------- | ---------- | ----------------- | -------- | --- |
| ななせ よつば                   | 1999年   | よつば     | ピンク            | の       | 初期メンバー。 バイリンガール。メディア露出NGのスタッフ兼メンバー。 実家が厳しいため、ライブ限定メンバーで顔写真の公開はNG。 学業多忙のため2017年4月28日より活動休止。 |
| 戦慄 かなの (せんりつ かなの)   | 9月8日   | かなの     | 水色              | の       | 初期メンバー。 「狩野●孝」ネタをTwitterで暴露し話題になった炎上系爆弾娘。 受験のため2017年5月7日のミニワンマンをもって卒業。 2017年8月19日の結城ひめりの生誕兼卒業公演にゲスト出演。 |
| 結城 ひめり (ゆうき ひめり)     | 8月21日  | ひめりん   | 白                | の       | 初代リーダー。（2017/2/9～2017/8/19） 初期メンバー。 元仮面女子候補生「ぱー研！」リーダー。 メンバーをまとめきれないからまとめるのを放棄してノープランにしていた。 デビュー時は自身の理想からかけ離れたグループであることに苦労したとのこと。 2017年8月19日の生誕兼卒業公演ワンマンをもって卒業。卒業後はDISDOLへ加入。 |
| ひな たせり                     | 1月24日  | せりぴょん | ピンク            | の       | 2017年6月11日加入、2017年6月19日ステージデビュー。 合法ロリータ。自称2代目ロリコンホイホイ。 特技はリズムなわとび。 ファンは「せりぴょん隊」と呼ばれている。 家庭の事情により2017年8月29日に卒業。 |
| SOYOKA (そよか)                 | 5月8日   | そよちゃ   | 黄                | の       | 2017年6月11日加入、2017年6月17日ステージデビュー。 元「恥じらいレスキューJPN」メンバー。 おがたゆきと共に「team monolith」に所属していた。 調理師免許を取得している。 就職のため2017年9月30日の卒業公演をもって卒業。 |
| 桜田 結希乃 (さくらだ ゆきの)   | 1月10日  | のっぴぃー | オレンジ          | の       | 2017年3月26日加入、2017年4月16日ステージデビュー。 元「姫君のスパークリング」メンバー。 「あにまるくれよん。」メンバーも兼任。 見た目はカマキリ中身は人間のキャッチコピーで個性を爆発させている。 好きな食べ物は切り干し大根とフキ、嫌いな食べ物は生の野菜。 好きな芸能人は瀬戸康史と間宮祥太朗。元アイドルオタク。 「もっとたくさんいろんなことに挑戦したい」と2017年11月3日のライブをもって卒業。 |
| 南 らむ (みなみ らむ)           | 8月3日   | らむちゃん | 黒                | の       | 2017年7月27日加入。2017年8月28日ステージデビュー。 好きなものはシュークリームと牛タンと大きな声を出すこと。 苦手なものは漢字。 卒業は明言されていないが、2018年3月上旬に南以外のメンバーが出演するライブにてフルメンバー出演と告知がなされた。 |
| 四家 六花 (よつや りっか)       | 3月1日   | りっか     | 深い緑            | の       | 2017年11月24日加入。2017年12月14日ステージデビュー。 咲桜百花と並ぶ派手髪担当。 2018年6月28日のライブをもって卒業。卒業後はもしこの逆説で世界を変えられるとしたらへ加入するも正式デビュー前にユニットが瓦解、最終的にLASTINMYCULTへ加入した。 |
| 村川 菜穂 (むらかわ なお)       | 8月10日  | なおちゃん | 緑                | の       | 初期メンバー。 元「Twinkle☆Stars」メンバー。 特技は剣道。 2018年9月29日のライブをもって卒業。卒業後はNeat.and.cleanへ加入。 |
| 斉藤 でじ (さいとう でじ)       | 7月20日  | ???        | ???               | 研       | 2018年11月7日候補生として加入。 趣味はゲーム、野球、マジック、ロック、寝ること、食べること(特にラーメン)。 2018年11月17日にソロでライブデビューを果たしたが、2018年12月2日にアイドル活動の休止を発表した。 |
| あかね 玲奈 (あかね れな)       | 10月15日 | れなぴ     | 白                | の       | 2017年8月24日加入。2017年9月7日ステージデビュー。 名付け親は瀬戸栞。 特技はフラダンス、テニス、バドミントン、短距離走。 好きな食べ物は醤油せんべい。 2018年12月29日のライブをもって卒業。 |
| 観月 ルナ (みづき るな)         | 6月16日  | ルナっち   | 黄                | の       | 2017年10月3日加入。2017年10月9日ステージデビュー。 「SEVEN4」メンバーも兼任。 元「Honey Squash」「JANAI!」メンバー。 ライブでは次回ライブ予定の告知を担当していた。 カラーバターAncelsモデル。 好きなものはグロテスク要素が入ったもの、爬虫類。 2019年3月31日のライブをもって卒業。 |
| 有栖 もえ (ありす もえ)         | 3月26日  | もえちゃん | 白                | の       | 2019年5月2日加入、2019年5月3日ステージデビュー。 2019年5月28日に活動辞退。 |
| 桐島 はる (きりしま はる)       | 12月5日  | はるちゃん | オレンジ          | 研→の    | 元候補生。2018年7月13日加入・ステージデビュー。 加入前から事務所主催の撮影会や定期ライブに参加していた。 特技はバレーボール、リズムゲーム。 趣味はマンガ集め、映画鑑賞。 卒業は明言されなかったが、2018年8月中旬に桐島以外のメンバーが出演するライブにてフルメンバー出演と告知がなされた。 2019年5月3日のライブより再びメンバーとして活動を再開したが、2019年8月26日の撮影会以降のライブ出演がなくなり、再度Twitterアカウントは削除された。 |
| 吉乃 さくら (よしの さくら)     | 4月20日  | さくら     | 白                | の       | 2019年6月14日加入。2019年6月16日物販デビュー。2019年6月24日ステージデビュー。 特技はゲームとゴルフでシングルプレイヤー。2019年7月下旬にTwitterアカウントが削除された。 |
| 月夜見 ゆら (つくよみ ゆら)     | ???      | ???        | ???               | 研       | 2020年6月30日研修生として加入。2020年8月2日ステージデビュー。 2020年8月17日にソロとゲーム配信で活動していくことを告知して脱退。 |
| 古波鮫 さあや (こはざめ さあや) | ???      | ???        | ???               | 研       | 2020年6月21日研修生として加入。2020年8月2日ステージデビュー。 2020年8月29日に脱退。 |
| れなまる先輩 (れなまるせんぱい) | ???      | ???        | ???               | 研       | 2020年5月1日加入が発表され、2020年9月19日に研修生としてステージデビュー。 脱退は明言されていないが、他ユニットでの活動が発表された。 |
| 古澤 みらい (ふるさわ みらい)   | ???      | ???        | ???               | 研       | 2020年12月23日レッスン生として加入。 2021年2月23日に体調不良のため脱退。 |
| 桜田 エレナ (さくらだ えれな)   | ???      | ???        | ???               | 研       | 2020年11月28日研修生として加入。 脱退は明言されていないが、2/25のツイートを最後にTwitterの更新は停止し、3/9に更新されたメンバーのTwitterアカウント一覧からは削除された。 |
| 茉田 つぼみ (まだ つぼみ)       | ???      | つぼみん   | 緑                | 研       | 2020年12月12日研修生として加入。2021年1月21日ステージデビュー。 脱退は明言されていないが、2/11のツイートを最後にTwitterの更新は停止し、3/9に更新されたメンバーのTwitterアカウント一覧からは削除された。 |
| 華月 のの (はなつき のの)       | 5月12日  | ののぴ     | 紫                | 研→ぽ    | 2021年1月5日レッスン生として加入。2021年1月21日ステージデビュー。 教員免許、サッカー審判免許取得。 2021年3月31日をもって「ぽてんしゃる。」を卒業。卒業後はCOLOR'zへ加入。 |
| 土屋 のん (つちや のん)         | 4月17日  | のん様     | 水色              | 研→ぽ    | 2020年6月29日研修生として加入。2020年8月2日ステージデビュー。 趣味は洋服、化粧品、美容。 2020年8月5日から2020年8月16日に開催された「無計画アイドルグループ『のーぷらん。』研修生たちのウリコミ大作戦！」にて1位となった。 2021年5月31日をもって「ぽてんしゃる。」を卒業。卒業後はBELL AGENCYに所属しソラネルカンパニーの研修生に。 |
| 戸塚 夢歩 (とつか ゆあ)         | 8月1日   | とっつー   | 水色              | 研→の    | 2020年7月28日研修生として加入。2020年8月12日ステージデビュー。2020年11月1日正規メンバーに昇格。 好きなものはダンス、バイク、ディズニー。看護師として働いている。 2021年1月2日より一身上の都合によりアイドル活動を休止していたが、2021年3月21日のライブより復帰。 担当カラーが2021年6月20日に濃いピンクから水色に変更。 仕事上の都合により2021年9月6日をもって卒業。 |
| 岩倉 愛 (いわくら あい)         | 2月3日   | あいぽん   | 緑                | の       | 2019年5月19日加入、2019年5月29日ステージデビュー。 元「SEVEN4」「豊島区ぴーすUPがーる」メンバー。 趣味は美少女フィギュア集め、ゲーム。特技はアクセサリー作り。 キャッチフレーズは「ちょっぴりドジな汗かき娘」。 2021年9月11日の卒業ライブをもって卒業。 |
| 神成 あたる (かみなり あたる)   | 5月24日  | ???        | 緑                | 研→の    | 2021年7月5日にのーぷらん。ファミリーのユニット「#rough」に研修生として加入。2021年7月18日ステージデビュー。 「#rough」は自然消滅のような形となり、ソロでのライブを経験した後に2021年10月28日に「のーぷらん。」への加入が発表された。 「のーぷらん。」への加入を機に担当カラーが青（イマズマブルー）から緑に変更。 脱退は明言されていないが、2021年12月19日にTwitterのアカウントが削除された。 |
| 遥野 まいか (はるの まいか)     | 4月8日   | まいまい   | 黒                | 研→の    | 2018年7月3日候補生として加入。2018年11月7日正規メンバーに昇格。 趣味は美容とバイク。特技は剣道と空手。 担当カラーが2019年5月3日に水色からピンクに、2020年1月13日にピンクから黒に変更。 2021年10月14日に年内で卒業することを発表し、2021年12月31日から2022年1月1日の年越しライブを最後に卒業。卒業後は「春花」と活動名を変え（その後「ハルノマイカ」に変更）、ソロやteamクンロクでの活動を継続するとしている。 |
| 犬山 みみ (いぬやま みみ)       | 12月7日  | みみたろう | 緑                | の       | ソロとしてのーぷらん。の主催ライブなどに出演してしたが、2022年5月10日に正規メンバーとしてステージデビュー。 2022年6月20日のライブを最後に卒業。 |
| 藤咲 なのは (ふじさき なのは)   | 11月10日 | なのは     | ハッピー グリーン | 研       | 2022年7月16日研修生として加入。2022年7月31日ステージデビュー。 アイドル・OL・舞台女優と3足のわらじを履く。 元「純粋カフェラッテ」専属サポート・「プリアモ」メンバー。 趣味は焼肉、油そば、食べ歩き、サウナ、アイドル、アニメ。 ファンネームは「なのふぁむ」。 仕事や舞台の関係でキャパシティ的に厳しいとの判断により、2022年8月28日のライブを最後に卒業。卒業後はソロとしてライブに参加している。 |
| 藍原 るか (あいはら るか)       | 10月22日 | るかぴょん | ビビット ピンク   | 研→ぽ→の | 2020年9月1日研修生として加入。2020年10月3日ステージデビュー。 「のーぷらん。研修生」→「ぽてんしゃる。」として活動していたが「ぽてんしゃる。」は2021年6月10日に解散。その後、2021年6月24日に「のーぷらん。」へ加入が発表された。 好きなものはアニメ、コスプレ、ももクロ、バンド、ディズニー、サンリオ。 2021年1月21日に担当カラーが紫からビビットピンクに変更。 2021年よりエンドレスレディ としてレースクイーン活動も行っている。 2023年5月5日の卒業ライブをもって卒業。 |
| 白桃瀬 める (ももせ める)       | 11月30日 | めるめる   | オレンジ          | 研→ぽ→の | 2020年7月17日研修生として加入。2020年8月12日ステージデビュー。 「SEVEN4」メンバーも兼任。 「のーぷらん。研修生」→「ぽてんしゃる。」として活動し、「ぽてんしゃる。」では初代リーダーを務めた。2021年4月1日に「のーぷらん。」への加入、および「ぽてんしゃる。」との兼任が発表された。 2020年8月5日から2020年8月16日に開催された「無計画アイドルグループ『のーぷらん。』研修生たちのウリコミ大作戦！」にて2位となった。 2023年6月26日のライブを最後に出演がなくなり、2023年7月初にa-plan。公式サイトから白桃瀬の写真や表記が削除された。 2023年8月11日に本人のTwitterにて脱退が明言された。 |
| 岸 梨菜花 (きし りなか)         | 4月25日  | りなか     | 緑                | 研→の    | 2022年7月1日にアイドルとしてデビュー。その後はのーぷらん。と対バンする形でソロでのライブ出演を行っていたが、2022年8月12日にのーぷらん。へ研修生として加入することが発表された。2022年8月17日にのーぷらん。としてステージデビュー。2022年9月30日正規メンバーに昇格。 2022年12月4日の雪城りんご生誕祭より担当カラーが黒から緑に変更。特技はイラスト。 2024年12月27日のライブをもって卒業。 |

### 派生ユニット
あらかると
- おがたゆきと瀬戸栞のユニット。結成は2017年4月。
- ユニット名は「ゆきしお」→「あらかると」→「どうせ わたしたちなんて。」→「あらかると」→「セクシー♡あらかると」→「あらかると」と変化。
- 観月ルナのSEVEN4への加入以降は、「あらかると」としてSEVEN4関連のライブに出演する際は観月ルナが加わって「あらかると with 観月ルナ」となる場合が多かった。

a-plan。
- 雪城りんごともぐゆうかのユニット。
- 2021年2月7日の岩倉愛生誕祭にて発表。雪城りんごともぐゆうかと白桃瀬めるのユニットとして活動開始。
- 多数のオリジナル楽曲、および公式サイトや公式Twitterアカウントが存在する。
- 対バンライブへ単独で出演するなど、活発な活動を行っている。
- 2023年7月に白桃瀬めるが脱退。

team セクシービーム
- おがたゆき、瀬戸栞、咲桜百花、こもりわかなのユニット。リーダーはこもり。
- 2021年2月13日ののーぷらん。単独ライブにて企画ユニットとして出演した後、2021年2月27日の4周年記念ライブにておがたと瀬戸と咲桜の3人で「team セクシービーム」として出演。
- ユニット名の由来はカバーしているモーニング娘。の「恋のダンスサイト」より。
- 2021年8月9日の単独公演に岩倉とこもりを加えて「team セクシービームZ」として出演。
- 2021年9月19日の単独公演にておがたと瀬戸と咲桜の3人が「team UFO」としてピンク・レディーのカバーを披露。突然ステージに召喚されたこもりが流れでリーダーを務めることなった。

ほしの☆ゆき
- おがたゆきと星野えみのユニット。
- 2021年11月13日の星野の生誕ライブにて結成。
- 2021年12月20日に開催されたおがたの生誕ライブでは白桃瀬も加わり「ほしめるゆき」という企画ユニットで出演した。

制服純愛委員会
- こもりわかな（委員長）、瀬戸栞（会計）、雪城りんご（書記）のユニット。
- 2022年5月6日にて結成。
- 制服をこよなく愛するアイドル。
- 略称は「SJI」。
- 2022年10月2日に岸梨菜花（副委員長）が加入。
- 2024年4月6日に岸がソロ活動に専念するために退会。
- 他ののーぷらん。メンバーが制服純愛委員会とコラボする際は「第○広報」となる。

SUPER LIPs Z
- 瀬戸栞とこもりわかな、「ももいろプロジェクト」の三葉花と七瀬つきのユニット。
- 2024年10月14日の瀬戸栞の生誕祭にて発表。

#### ※過去の派生ユニット
さくらもち
- 村川菜穂とななせよつばのユニット。

めるてぃー
- 間宮華恋とあかね玲奈のユニット。
- 2017年10月29日のW生誕ライブで結成[17]。

SUPER LIPs neo
- 瀬戸栞と岩倉愛ともぐゆうかのユニット。
- 略称は「スパリネオ」。
- 2013年から2014年にかけて活動していたアイドルグループ「SUPER LIPs」の復刻という形で2020年10月3日の瀬戸栞の生誕祭にて発表。
- 2021年9月10日の岩倉の卒業ライブをもって活動終了。

W:M(ダブルエム)
- もぐゆうかと白桃瀬めるのユニット。
- 2020年10月25日の主催ライブにて発表。

ほしの☆める
- 星野えみと白桃瀬めるのユニット。
- 2021年2月6日のカフェイベントで「めるえみ」として出演した後、2021年2月13日のぽてんしゃる。単独ライブより「ほしの☆める」として出演。

team クンロク
- 1996年生まれのメンバーである瀬戸栞、遥野まいか、藍原るか、星野えみのユニット。
- 2021年8月9日ののーぷらん。単独ライブにて企画ユニットとして出演し、その後の単独公演などでもステージを行っている。
- 2021年11月13日の星野えみ生誕祭にてプラスアルファとして1997年生まれのこもりも加入。
- ユニット名の由来は『96年生まれ』だが、クンロクと言う読み方・表記は麻雀が趣味である咲桜の提案によるもの（親の50符3翻の9600点の読み方がクンロク）。

carrot2
- 白桃瀬めると岸梨菜花のユニット。
- 2022年12月16日のカフェイベントにて結成。

SUPER LIPs Wao!!
- 瀬戸栞ともぐゆうかとこもりわかなのユニット。
- 略称は「スパリワオ」。
- 2021年9月10日に活動終了したユニット「SUPER LIPs neo」の復刻という形で2022年12月9日のこもりわかなの生誕祭にて発表。

わかなとりなか
- こもりわかなと岸梨菜花のユニット。
- 2022年9月16日のカフェイベントにて結成。

雨のちゆき
- おがたゆきと「白のエレガンシー」雨沢凛（結成当時は「PLC」）のユニット。
- 2023年2月24日の無銭2Dライブにて限定コラボユニットとして結成。
- 限定ユニットではあったが、その後もステージ出演があり、外部ライブにも出演。
- 雨沢凛の「白のエレガンシー」卒業に伴い活動終了。

eclat
- もぐゆうかと「ATLEPY」小牧夢のユニット。
- 2024年3月24日の「ATLEPY/no concept」共催ライブにて結成。
- 小牧夢の「ATLEPY」卒業に伴い活動終了。

## 主なライブ
| 公演日   | 公演名                                                                                             | 会場                                  | 備考 |
| -------- | -------------------------------------------------------------------------------------------------- | ------------------------------------- | --- |
| 2017年   | |                                       | |
| 02月09日 | アイドル放課後プロジェクト特別編                                                                   | 中野坂上 S.U.B TOKYO                  | デビューライブ。 |
| 05月07日 | のーぷらん。ミニワンマン                                                                           | 中野坂上 S.U.B TOKYO                  | 初ワンマンライブ。 戦慄かなの卒業ライブ。 |
| 08月11日 | アイドル放課後プロジェクト特別編 ～のーぷらん。村川菜穂 生誕祭～                                   | 中野坂上 S.U.B TOKYO                  | 村川菜穂の生誕ライブ。 |
| 08月19日 | のーぷらん。2ndワンマン ～ひめり生誕＆卒業～                                                       | 新宿 ZircoTokyo                       | 2ndワンマンライブ。 結城ひめりの生誕＆卒業ライブ。                                                                                               |
| 09月30日 | のーぷらん。SOYOKA卒業記念特別公演                                                                 | 大塚 Hearts+                          | SOYOKA卒業ライブ。 実質的な3rdワンマンライブ。                                                                                                   |
| 10月02日 | ReNY SUPER LIVE 2017 vol.34 ～のーぷらん。瀬戸栞 生誕祭～                                          | 新宿 ReNY                             | 瀬戸栞の生誕ライブ。 |
| 10月29日 | アイドル放課後プロジェクト特別編 ～ハロウィンスペシャル公演～のーぷらん。間宮華恋＆あかね玲奈W生誕 | 中野坂上 S.U.B TOKYO                  | 間宮華恋とあかね玲奈の W生誕ライブ。 |
| 12月23日 | のーぷらん。おがたゆき 生誕祭 ～のーぷらん。ミニワンマン～                                         | 中野坂上 S.U.B TOKYO                  | 4thワンマンライブ。 おがたゆきの生誕ライブ。 |
| 2018年   | |                                       | |
| 02月09日 | 渋谷DE遊ばナイト！Vol.13 ～のーぷらん。一周年記念祭～                                              | 渋谷 DESEO mini with VILLAGE VANGUARD | 活動開始一周年記念ライブ。 |
| 02月16日 | のーぷらん。定期公演 Vol.1                                                                         | 鶯谷 VALLEY × VALLEY × TOKYO          | 定期公演 第1回目。 |
| 03月19日 | のーぷらん。定期公演 Vol.2 ～咲桜百花＆四家六花 W生誕祭～                                          | 鶯谷 VALLEY × VALLEY × TOKYO          | 定期公演 第2回目。 咲桜百花と四家六花の W生誕ライブ。                                                                                            |
| 06月18日 | のーぷらん。定期公演 Vol.3 ～観月ルナ 生誕祭～                                                     | 鶯谷 VALLEY × VALLEY × TOKYO          | 定期公演 第3回目。 観月ルナの生誕ライブ。 |
| 08月09日 | のーぷらん。定期公演 Vol.4 ～村川菜穂 生誕祭～                                                     | 鶯谷 VALLEY × VALLEY × TOKYO          | 定期公演 第4回目。 村川菜穂の生誕ライブ。 |
| 10月07日 | のーぷらん。定期公演 Vol.5 ～瀬戸栞 生誕祭～                                                       | 鶯谷 VALLEY × VALLEY × TOKYO          | 定期公演 第5回目。 瀬戸栞の生誕ライブ。 ゲストあり。                                                                                             |
| 10月17日 | のーぷらん。定期公演 Vol.6 ～あかね玲奈＆間宮華恋 Ｗ生誕祭～                                       | 鶯谷 VALLEY × VALLEY × TOKYO          | 定期公演 第6回目。 間宮華恋とあかね玲奈の W生誕ライブ。                                                                                          |
| 12月22日 | のーぷらん。定期公演 vol.7 ～おがたゆき生誕祭～                                                    | 鶯谷 VALLEY × VALLEY × TOKYO          | 定期公演 第7回目。 おがたゆきの生誕ライブ。 |
| 12月29日 | アイドル放課後プロジェクト特別編 ～のーぷらん。あかね玲奈＆間宮華恋卒業公演～                      | 中野坂上 S.U.B TOKYO                  | 定期公演 第7回目。 間宮華恋とあかね玲奈の卒表ライブ                                                                                              |
| 2019年   | |                                       | |
| 10月08日 | AKIHABARA IDOL PARTY のーぷらん。瀬戸栞生誕祭                                                      | 秋葉原 TwinBox GARAGE                 | 瀬戸栞の生誕ライブ。 |
| 10月28日 | IDOL COMET -のーぷらん。間宮華恋生誕祭-                                                            | 新宿 アルタKey Studio                 | 間宮華恋の生誕ライブ。 |
| 12月15日 | THE FINAL 2019                                                                                     | 幕張 幕張メッセ                       | ダーツトーナメント「THE FINAL 2019」のオープニングライブ。ダーツプロ青木まゆ選手もライブに参加。                                                 |
| 12月28日 | AKIHABARA IDOL PARTY のーぷらん。おがたゆき 生誕祭                                                 | 秋葉原 TwinBox GARAGE                 | おがたゆきの生誕ライブ。 |
| 2020年   | |                                       | |
| 02月09日 | のーぷらん。主催公演 ～岩倉愛生誕祭～                                                              | 五反田 GOTANDA G5                     | 岩倉愛の生誕ライブ。 |
| 02月16日 | FLY 2020                                                                                           | 横浜 パシフィコ                       | ダーツトーナメント「FLY 2020」のオープニングライブ。ダーツプロ青木まゆ選手もライブに参加。 会場では「のーぷらん。」のPHOENIXカードが販売された。 |
| 02月23日 | のーぷらん。3周年記念ライブ                                                                        | 五反田 GOTANDA G5                     | のーぷらん。の3周年記念ライブ |
| 08月01日 | のーぷらん。～もぐゆうか生誕祭～                                                                   | 五反田 GOTANDA G5                     | もぐゆうかの生誕ライブ。 |
| 10月03日 | のーぷらん。瀬戸栞生誕祭                                                                           | 五反田 GOTANDA G5                     | 瀬戸栞の生誕ライブ。 |
| 11月22日 | のーぷらん。主催公演 ～星野えみ生誕祭～                                                            | 西川口 GALLAXY                        | 星野えみの生誕ライブ。 |
| 11月28日 | アイドル放課後プロジェクト特別編 一部 ～ぽてんしゃる。白桃瀬める生誕祭～                           | 中野坂上 S.U.B TOKYO                  | 白桃瀬めるの生誕ライブ。 |
| 12月05日 | のーぷらん。～雪城りんご生誕祭～                                                                   | 五反田 GOTANDA G5                     | 雪城りんごの生誕ライブ。 |
| 12月14日 | WALLY GIRLS SUMMIT ぽてんしゃる。『こもりわかな』生誕祭                                            | 新宿 WALLY                            | こもりわかなの生誕ライブ。 |
| 12月20日 | のーぷらん。おがたゆき 生誕祭 2020                                                                 | 五反田 GOTANDA G5                     | おがたゆきの生誕ライブ。 |
| 2021年   | |                                       | |
| 02月07日 | のーぷらん。岩倉愛 生誕祭 2021                                                                     | 五反田 GOTANDA G5                     | 岩倉愛の生誕ライブ。 |
| 02月27日 | のーぷらん。4周年記念ライブ                                                                        | 五反田 GOTANDA G5                     | のーぷらん。の4周年記念ライブ |
| 03月21日 | のーぷらん。咲桜百花 生誕祭 2021                                                                   | 五反田 GOTANDA G5                     | 咲桜百花の生誕ライブ。 |
| 04月08日 | のーぷらん。主催公演 ～遥野まいか生誕祭～                                                          | 五反田 GOTANDA G2                     | 遥野まいかの生誕ライブ。 |
| 04月18日 | ぽてんしゃる。主催公演 ～土屋のん生誕祭～                                                          | 五反田 GOTANDA G2                     | 土屋のんの生誕ライブ。 |
| 07月25日 | のーぷらん。もぐゆうか生誕祭 2021                                                                  | 五反田 GOTANDA G5                     | もぐゆうかの生誕ライブ。 |
| 08月01日 | GiRLS POWER LiVESHOT! のーぷらん。戸塚夢歩生誕祭SP                                                 | 五反田 GOTANDA G2                     | 戸塚夢歩の生誕ライブ。 |
| 09月11日 | のーぷらん。岩倉愛 卒業ライブ                                                                      | 五反田 GOTANDA G5                     | 岩倉愛の生誕ライブ。 |
| 10月03日 | のーぷらん。瀬戸栞 生誕祭 2021                                                                     | 五反田 GOTANDA G5                     | 瀬戸栞の生誕ライブ。 |
| 10月24日 | のーぷらん。すぺしゃる ～藍原るか生誕祭～                                                          | 五反田 GOTANDA G+                     | 藍原るかの生誕ライブ。 |
| 11月13日 | のーぷらん。星野えみ生誕祭                                                                         | 五反田 GOTANDA G+                     | 星野えみの生誕ライブ。 |
| 11月28日 | のーぷらん。白桃瀬める生誕祭 2021                                                                  | 五反田 GOTANDA G5                     | 白桃瀬めるの生誕ライブ。 |
| 12月04日 | のーぷらん。雪城りんご生誕祭 2021                                                                  | 五反田 GOTANDA G5                     | 雪城りんごの生誕ライブ。 |
| 12月12日 | GiRLS POWER LiVESHOT! のーぷらん。こもりわかな生誕祭SP                                             | 五反田 GOTANDA G2                     | こもりわかなの生誕ライブ。 |
| 12月19日 | のーぷらん。おがたゆき生誕祭 2021                                                                  | 五反田 GOTANDA G5                     | おがたゆきの生誕ライブ。 |
| 2022年   | |                                       | |
| 02月09日 | のーぷらん。5周年記念ライブ                                                                        | 下北沢 シャングリラ                   | のーぷらん。の5周年記念ライブ |
| 03月21日 | のーぷらん。咲桜百花生誕祭 2022                                                                    | 五反田 GOTANDA G5                     | 咲桜百花の生誕ライブ。 |
| 07月30日 | のーぷらん。もぐゆうか生誕祭 2022                                                                  | 五反田 GOTANDA G3                     | もぐゆうかの生誕ライブ。 |
| 10月02日 | のーぷらん。瀬戸栞 生誕祭 2022                                                                     | 五反田 GOTANDA G4                     | 瀬戸栞の生誕ライブ。 |
| 10月21日 | ライブ＆カフェ【無銭+2D】～藍原るか生誕SP～                                                        | 五反田 GOTANDA G+                     | 藍原るかの生誕ライブ。 |
| 11月19日 | Dream Collection のーぷらん。星野えみ生誕祭SP                                                      | 秋葉原 ZEST                           | 星野えみの生誕ライブ。 |
| 11月27日 | のーぷらん。白桃瀬める生誕祭 2022                                                                  | 五反田 GOTANDA G2                     | 白桃瀬めるの生誕ライブ。 |
| 12月04日 | のーぷらん。雪城りんご生誕祭 2022                                                                  | 五反田 GOTANDA G3                     | 雪城りんごの生誕ライブ。 |
| 12月09日 | 【無銭+2Dライブイベント】のーぷらん。こもりわかな生誕SP                                            | 五反田 GOTANDA G+                     | こもりわかなの生誕ライブ。 |
| 12月17日 | のーぷらん。おがたゆき生誕祭 2022                                                                  | 五反田 GOTANDA G4                     | おがたゆきの生誕ライブ。 |
| 2023年   | |                                       | |
| 02月09日 | のーぷらん。6周年記念ライブ                                                                        | 五反田 GOTANDA G7                     | のーぷらん。の6周年記念ライブ。 |
| 04月21日 | 【無銭+2D】のーぷらん。岸梨菜花 生誕SP                                                             | 五反田 GOTANDA G+                     | 岸梨菜花の生誕ライブ。 |
| 05月05日 | 【無銭+2D】ライブイベント ～のーぷらん。藍原るか 卒業SP～                                          | 五反田 GOTANDA G+                     | 藍原るかの卒業ライブ。 |
| 07月30日 | のーぷらん。もぐゆうか生誕祭 2023                                                                  | 五反田 GOTANDA G2                     | もぐゆうかの生誕ライブ。 |
| 10月15日 | のーぷらん。瀬戸栞 生誕祭 2023                                                                     | 五反田 GOTANDA G4                     | 瀬戸栞の生誕ライブ。 |
| 11月26日 | のーぷらん。星野えみ生誕祭 2023                                                                    | 五反田 GOTANDA G2                     | 星野えみの生誕ライブ。 |
| 12月03日 | のーぷらん。雪城りんご生誕祭 2023                                                                  | 五反田 GOTANDA G3                     | 雪城りんごの生誕ライブ。 |
| 12月23日 | のーぷらん。こもりわかな生誕祭 2023                                                                | 五反田 GOTANDA G2                     | こもりわかなの生誕ライブ。 |
| 12月24日 | のーぷらん。おがたゆき生誕祭 2023                                                                  | 五反田 GOTANDA G6                     | おがたゆきの生誕ライブ。 |
| 2024年   | |                                       | |
| 02月09日 | のーぷらん。7周年記念 対バン SPECIAL                                                               | 五反田 GOTANDA G7                     | のーぷらん。の7周年記念ライブ。 |
| 03月16日 | 咲桜百花 生誕祭 2024                                                                               | 五反田 GOTANDA G4                     | 咲桜百花の生誕ライブ。 |
| 05月25日 | GiRLS POWER LiVESHOT! ～岸梨菜花 生誕祭SP!～                                                       | 五反田 GOTANDA G7                     | 岸梨菜花の生誕ライブ。 岸の体調不良により4/27から延期。                                                                                          |
| 06月24日 | a-plan。1stワンマンライブ「RED HOT LILY」                                                          | 五反田 GOTANDA G3                     | a-plan。ワンマンライブ。 |
| 08月04日 | のーぷらん。もぐゆうか生誕祭 2024                                                                  | 五反田 GOTANDA G4                     | もぐゆうかの生誕ライブ。 |
| 08月25日 | のーぷらん。1stワンマンライブ                                                                      | 五反田 GOTANDA G7                     | のーぷらん。ワンマンライブ。 |
| 10月14日 | のーぷらん。瀬戸栞 生誕祭 2024                                                                     | 五反田 GOTANDA G7                     | 瀬戸栞の生誕ライブ。 |
| 10月25日 | 【無銭+2D】ライブイベント のーぷらん。藤華恋々 生誕SP!!                                            | 五反田 GOTANDA G+                     | 藤華恋々の生誕ライブ。 |
| 11月23日 | のーぷらん。星野えみ生誕祭 2024                                                                    | 五反田 GOTANDA G4                     | 星野えみの生誕ライブ。 |
| 12月01日 | のーぷらん。雪城りんご生誕祭 2024                                                                  | 五反田 GOTANDA G2                     | 雪城りんごの生誕ライブ。 |
| 12月15日 | のーぷらん。こもりわかな生誕祭 2024                                                                | 五反田 GOTANDA G2                     | こもりわかなの生誕ライブ。 |
| 12月22日 | のーぷらん。おがたゆき生誕祭 2024                                                                  | 五反田 GOTANDA G7                     | おがたゆきの生誕ライブ。 |
| 2025年   | |                                       | |
| 02月09日 | のーぷらん。8周年ワンマンライブ                                                                    | 五反田 GOTANDA G7                     | のーぷらん。の8周年記念ライブ。 |
| 03月23日 | 咲桜百花 生誕祭 2025                                                                               | 五反田 GOTANDA G7                     | 咲桜百花の生誕ライブ。 |

## 楽曲
音源はCD化されていないが、Google ドライブにてフルバージョンで視聴および無料ダウンロードが可能となっている。
| ユニット                                     | 曲名       | 発表日                           | センター               | 備考 |
| -------------------------------------------- | ---------- | -------------------------------- | ---------------------- | ---- |
| のーぷらん。                                 |            |                                  |                        |      |
| ドリ→ミング!ガール                           | 2017/2/9   | －                               |                        |      |
| 風に揺れたシルエット                         | 2017/2/9   | －                               |                        |      |
| ミラクルライダー                             | 2017/3/3   | －                               |                        |      |
| 朝焼けシンデレラ                             | 2017/7/5   | －                               |                        |      |
| トキメキ☆ダイヤモンド                        | 2017/11/9  | －                               |                        |      |
| イカサマ Dirty Heart                         | 2018/1/24  | －                               | 咲桜による振付         |      |
| なんちゃって☆恋愛相談                        | 2018/4/20  | －                               | 咲桜による振付         |      |
| Breaking Down                                | 2018/9/14  | －                               |                        |      |
| 告白前夜プリズナー                           | 2019/7/12  | 瀬戸栞                           |                        |      |
| シークレット                                 | 2019/8/17  | おがたゆき                       |                        |      |
| 永遠のファンタジー                           | 2020/2/9   | こもりわかな                     | 初期のセンターは岩倉   |      |
| ドンカンフラストレーション                   | 2020/7/5   | もぐゆうか                       |                        |      |
| がむしゃら日和                               | 2020/12/7  | 瀬戸栞、おがたゆき               |                        |      |
| エターナルシャイン                           | 2021/3/10  | 雪城りんご                       |                        |      |
| キミ♡ナツ                                    | 2021/7/14  | 咲桜百花                         |                        |      |
| 全力LOVE♡SWEET                               | 2021/10/3  | 星野えみ、おがたゆき、間宮華恋   | 初期のセンターは白桃瀬 |      |
| Unreal lover...                              | 2022/2/9   | 瀬戸栞                           |                        |      |
| キズナ                                       | 2022/2/9   | おがたゆき、瀬戸栞、咲桜百花     |                        |      |
| ミライ♡フレーバー                            | 2022/5/31  | もぐゆうか、雪城りんご、星野えみ |                        |      |
| 背徳のプロミネンス                           | 2022/8/21  | －                               |                        |      |
| ココロ♡グラフ                                | 2022/10/2  | 雪城りんご                       |                        |      |
| ツギノストーリー                             | 2022/12/17 | 星野えみ                         |                        |      |
| Winter Sign                                  | 2023/2/9   | おがたゆき                       |                        |      |
| 好きだ！                                     | 2023/2/9   | 瀬戸栞                           |                        |      |
| no plan                                      | 2023/3/18  | 咲桜百花                         |                        |      |
| No Plan No Life!!                            | 2023/3/18  | －                               |                        |      |
| SPARK                                        | 2023/10/15 | 瀬戸栞、もぐゆうか               |                        |      |
| Future World                                 | 2024/2/9   | 雪城りんご、おがたゆき           | 初期のセンターは岸     |      |
| kiss kiss kiss                               | 2024/3/16  | 星野えみ                         |                        |      |
| 未確定フローティング                         | 2024/8/25  | 咲桜百花                         |                        |      |
| パラダイス未来                               | 2024/8/25  | 瀬戸栞                           |                        |      |
| 純情ロマンチスト                             | 2024/10/14 | おがたゆき                       |                        |      |
| 下弦の月                                     | 2024/12/22 | 雪城りんご                       |                        |      |
| 裏切りのRAINY                                | 2025/2/9   | 間宮華恋                         |                        |      |
| おつかれさん！                               | 2025/3/23  | 咲桜百花                         |                        |      |
| あらかると                                   |            |                                  |                        |      |
| Break out!!                                  | 2022/4/15  | －                               | 後にa-plan。がカバー   |      |
| a-plan。                                     |            |                                  |                        |      |
| a-plan。                                     | 2021/2/27  | －                               |                        |      |
| 妄想distance                                 | 2021/9/13  | －                               |                        |      |
| あなたのキス                                 | 2022/1/2   | －                               |                        |      |
| believe                                      | 2022/4/20  | －                               |                        |      |
| Anyway!!                                     | 2022/7/15  | －                               |                        |      |
| 情熱❤パラサイト                              | 2022/9/2   | －                               |                        |      |
| ParadoX                                      | 2023/3/21  | －                               |                        |      |
| Dream stage                                  | 2023/4/18  | －                               |                        |      |
| トビラノカギ                                 | 2023/7/30  | －                               |                        |      |
| RED HOT LILY                                 | 2023/12/3  | －                               |                        |      |
| 空っぽの心がここにあるだけ                   | 2024/6/24  | －                               |                        |      |
| アルバトロス                                 | 2024/12/1  | －                               |                        |      |
| ぽてんしゃる。                               |            |                                  |                        |      |
| Keep going                                   | 2020/10/3  | －                               | 青木まゆによる振付     |      |
| 夢へのルート                                 | 2020/11/28 | －                               |                        |      |
| SUPER LIPs neo SUPER LIPs Wao!! SUPER LIPs Z |            |                                  |                        |      |
| Ready Go                                     | －         | －                               | SUPER LIPsのカバー     |      |
| らぶあみゅーずめんと                         | －         | －                               | SUPER LIPsのカバー     |      |
| こっち向いてKISS ME                          | －         | －                               | SUPER LIPsのカバー     |      |